# Hygrocrates georgicus
Hygrocrates georgicus là một loài nhện trong họ Dysderidae.
Loài này thuộc chi Hygrocrates. Hygrocrates georgicus được miêu tả năm 1972 bởi Mcheidze.